# ベネッセ文章表現教室
ベネッセ文章表現教室（ベネッセぶんしょうひょうげんきょうしつ）は、ベネッセグループの株式会社東京個別指導学院が運営する小学生向けの教室。東京都、神奈川県、埼玉県に展開。
「作文」教室ではなく、子どもの「考える力、伝える力、コミュニケーションする力」を育む教室としている。発達段階に合わせた学年別カリキュラムが存在する。関東エリアのみの店舗展開だが、日本全国どこにいても学べるオンラインクラスもある。一部の教室は東京個別指導学院に併設されている。

## 教室
- 東京 - 吉祥寺、用賀、麻布十番、大井町、国立、自由が丘、仙川、成城コルティ、豊洲、広尾[3]
- 神奈川 - たまプラーザ、上大岡、川崎、新百合ヶ丘、戸塚[4]
- 埼玉 - 武蔵浦和[5]

## 沿革
- 2014年（平成26年）4月 - 株式会社東京個別指導学院が「ベネッセサイエンス教室」と「ベネッセ文章表現教室」をベネッセコーポレーションより事業譲渡。当時の名称は「Benesse サイエンス教室」「Benesse 文章表現教室」[6]。